# Lemmet
Le Lemmet est un ruisseau français du Cantal, affluent de la Santoire et sous-affluent de la Rhue.
Il prend sa source à plus de 1 400 m d’altitude sur le plateau du Limon, dans le parc naturel régional des Volcans d'Auvergne, sur la commune de Dienne.
Il arrose Saint-Saturnin et, un kilomètre plus loin au nord-est, rejoint la Santoire en rive gauche.

## Nature et patrimoine
Trois monuments historiques à Saint-Saturnin :
- Le château de Combes,
- Le château de Peyrelade,
- L’église.